# 오현미
오현미(1986년 3월 15일~)는 대한민국의 여자 배구 선수로서, 대전 KGC인삼공사 소속이다. 스파이크 높이는 270 cm, 블로킹 높이는 265 cm이다. 가족은 부모님과 1남 3녀로, 여동생 중에 수원 현대건설 힐스테이트 소속인 오아영이 있다. 배구는 초등학교 5학년에 시작하였으며, KT&G 2005 V-리그를 앞두고 열린 신인 드래프트에서 1라운드 4순위로 한국도로공사의 지명을 받으며 입단하였다. NH농협 2008~2009 V-리그가 끝난 후 한국도로공사에서 GS칼텍스 서울 KIXX의 세터 이소라와 트레이드되어 GS칼텍스 서울 KIXX로 이적하였다. NH농협 2010~2011 V-리그시즌 후 대전 KGC인삼공사로 이적했다.